# 鹦鸽镇
鹦鸽镇，是中华人民共和国陕西省宝鸡市太白县下辖的一个乡镇级行政单位。

## 行政区划
鹦鸽镇下辖以下地区：
鹦鸽街村、南塬村、六家村、马耳山村、寺院村、流沙崖村、火烧滩村、瓦窑坡村、梁家山村、柴胡山村、吉利沟村、双鹿池村、鱼池岭村、四林庄村、西龙窝村、棉寺坝村、高码头村和杨家河村。